# William Cameron Townsend
William Cameron Townsend (ur. 9 czerwca 1896 w Eastvale w stanie Kalifornia, zm. 23 kwietnia 1982 w Waxhaw w Karolinie Północnej) – amerykański misjonarz i językoznawca, założyciel organizacji Wycliffe Bible Translators oraz Summer Institute of Linguistics (obecnie znane pod nazwą SIL International), które w swojej długiej historii kładą nacisk na tłumaczenia Pisma Świętego na języki mniejszościowe oraz rozwój piśmiennictwa wśród tych języków. Od początku Wycliffe Bible Translators przetłumaczyło Biblię na ponad tysiąc języków.